# Gustavus
Gustavus és una concentració de població designada pel cens dels Estats Units a l'estat d'Alaska. Segons el cens del 2000 tenia 429 habitants.

## Demografia
Segons el cens del 2000, Gustavus tenia 429 habitants, 199 habitatges, i 114 famílies La densitat de població era de 4,4 habitants/km².
Dels 199 habitatges en un 28% hi vivien nens de menys de 18 anys, en un 47% hi vivien parelles casades, en un 6% dones solteres, i en un 43% no eren unitats familiars. En el 38% dels habitatges hi vivien persones soles el 6% de les quals corresponia a persones de 65 anys o més que vivien soles. El nombre mitjà de persones vivint en cada habitatge era de 2,2 i el nombre mitjà de persones que vivien en cada família era de 2,9.
Per edats la població es repartia de la següent manera: un 26% tenia menys de 18 anys, un 3% entre 18 i 24, un 30% entre 25 i 44, un 36% de 45 a 60 i un 5% 65 anys o més.
L'edat mediana era de 40 anys. Per cada 100 dones hi havia 130 homes. Per cada 100 dones de 18 o més anys hi havia 135 homes.
La renda mediana per habitatge era de 34.800 $ i la renda mediana per família de 51.800 $. Els homes tenien una renda mediana de 41.800 $ mentre que les dones 29.400 $. La renda per capita de la població era de 21.100 $. Aproximadament el 10% de les famílies i el 15% de la població estaven per davall del llindar de pobresa.

## Poblacions més properes
El següent diagrama mostra les poblacions més properes.